# ريتشارد تي سبونر
ريتشارد تي سبونر (بالإنجليزية: Richard T. Spooner)‏ هو صاحب مطعم وضابط أمريكي، ولد في 1925 في كاليفورنيا في الولايات المتحدة.